# Ormulum
L'Ormulum o Orrmulum è un'edizione del XII secolo dell'esegesi biblica, scritta in versi in medio inglese da un monaco di nome Orm (o Ormin). Grazie alla particolare ed esclusiva ortografia fonetica adottata dall'autore, quest'opera conserva molti dettagli della pronuncia dell'inglese nell'epoca che segue la conquista normanna dell'Inghilterra. Nonostante la mancanza di particolari meriti letterari, esso viene considerato, dal punto di vista filologico, come traccia per lo sviluppo evolutivo della lingua inglese.
La preoccupazione di Orm consisteva nel fatto che i sacerdoti non sapessero parlare adeguatamente la lingua volgare, così egli sviluppò un sistema di scrittura ortografico idiosincratico particolare che permettesse ai lettori di pronunciare appropriatamente ogni vocale.
Egli compose l'opera usando una metrica poetica molto stretta, tale da permettere di capire quali erano le sillabe accentate che si incontravano.
Grazie a questi due accorgimenti usati da Orm gli studiosi attuali riescono a ricostruire la pronuncia del medio inglese.

## Origini

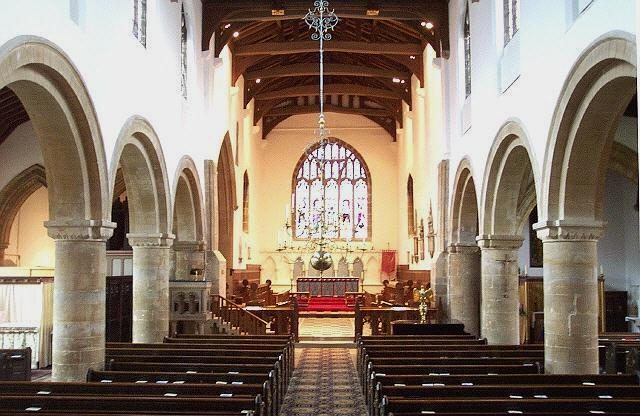
Gli interni della chiesa Bourne Abbey, dove fu composto lOrmulum: le due navate, ora ricostruite, danno un'idea della chiesa ai tempi di Orm.

Al contrario di altri lavori della stessa epoca, l'Ormulum non è né anonimo né senza titolo. L'autore si firma alla fine della dedica:
(Ded. 323–324, in Holt)
All'inizio della prefazione, l'autore si identifica nuovamente, usando una diversa sillabazione, e dà un titolo al proprio lavoro:
(Pref. 1–2, in Holt)
Il nome Orm deriva dalla lingua norrena e significa "dragone". Con il suffisso myn per man, "uomo", (da cui "Ormin"), era un nome molto comune in quell'epoca nella zona di Danelaw in Inghilterra. La presenza di due forme di scrittura dello stesso è probabilmente dettata dalla metrica. Il titolo "Ormulum" è probabilmente derivato dall'unione del nome di Orm con il sostantivo latino speculum ("specchio"); questo può essere interpretato come un presuntuoso "Riflesso di Orm" o un più modesto "Ricerca di Orm".
Il nome norreno non è insolito; il linguaggio usato nell'Ormulum, un dialetto delle East Midlands, appartiene rigorosamente alla regione del Danelaw. Esso include numerose frasi in lingua norrena (in particolare delle doppiette, nelle quali termini in inglese e in lingua norrena sono congiunti), tuttavia vi sono pochissime influenze di antico francese nel linguaggio usato da Orm. In un altro lavoro dell'East Midlands, probabilmente precedente, il Peterborough Chronicle, si nota invece una grande influenza della lingua francese. Il contrasto linguistico tra esso e l'Orm dimostra sia la lentezza dell'influenza normanna nelle aree un tempo danesi dell'Inghilterra sia l'assimilazione della lingua norrena nel primo medio inglese.